# دهستان جزین
دهستان جزین نام دهستانی در بخش مرکزی شهرستان بجستان، استان خراسان رضوی در ایران است. براساس سرشماری مرکز آمار ایران در سال ۱۳۹۰، جمعیت آن ۶٬۰۳۱ نفر  (۱۸۶۱ خانوار) بوده‌است. مرکز این دهستان، روستای زین اباد است.